# Saut en hauteur masculin aux Jeux olympiques d'été de 1988
Navigation
Los Angeles 1984 Barcelone 1992
L'épreuve du saut en hauteur masculin aux Jeux olympiques de 1988 s'est déroulée les 24 et 25 septembre 1988 au Stade olympique de Séoul, en Corée du Sud.  Elle est remportée par le Soviétique Hennadiy Avdyeyenko.

## Résultats

### Finale
| Rang               | Atlhlète            | Pays                 | 2,15 | 2,20 | 2,25 | 2,28 | 2,31 | 2,34 | 2,36 | 2,38 | Marque | Note |
| ------------------ | ------------------- | -------------------- | ---- | ---- | ---- | ---- | ---- | ---- | ---- | ---- | ------ | ---- |
| Médaille d'or      | Hennadiy Avdyeyenko | Union soviétique     |      | O    | O    | -    | O    | O    | O    | XO   | 2,38   | OR   |
| Médaille d'argent  | Hollis Conway       | États-Unis           |      | XO   | XO   | O    | O    | XO   | O    | XXX  | 2,36   |      |
| Médaille de bronze | Patrik Sjöberg      | Suède                |      |      | O    | -    | O    | -    | XO   | XXX  | 2,36   |      |
| Médaille de bronze | Rudolf Povarnitsyn  | Union soviétique     |      | O    | O    | O    | O    | O    | XO   | XXX  | 2,36   |      |
| 5                  | Nick Saunders       | Bermudes             |      | O    | XO   | -    | X--  | O    | X--  | XX   | 2,34   |      |
| 6                  | Dietmar Mögenburg   | Allemagne de l'Ouest |      |      | O    | -    | XO   | XO   | X--  | XX   | 2,34   |      |
| 7                  | Dalton Grant        | Royaume-Uni          |      |      | O    | -    | O    | XXX  |      |      | 2,31   |      |
| 7                  | Carlo Thränhardt    | Allemagne de l'Ouest |      |      | O    | -    | O    | XX-  | X    |      | 2,31   |      |
| 7                  | Igor Paklin         | Union soviétique     |      | O    | O    | -    | O    | X--  | XX   |      | 2,31   |      |
| 10                 | Jim Howard          | États-Unis           |      | O    | O    | XO   | O    | XXX  |      |      | 2,31   |      |
| 11                 | Brian Stanton       | États-Unis           | O    | -    | O    | O    | XO   | XXX  |      |      | 2,31   |      |
| 12                 | Krzysztof Krawczyk  | Pologne              | -    | O    | O    | XO   | XXO  | XXX  |      |      | 2,31   |      |
| 13                 | Luca Toso           | Italie               | XO   | O    | O    | XXX  |      |      |      |      | 2,25   |      |
| 14                 | Arturo Ortíz        | Espagne              | O    | -    | XXO  | XXX  |      |      |      |      | 2,25   |      |
| 15                 | Róbert Ruffíni      | Tchécoslovaquie      | O    | XXO  | XXX  |      |      |      |      |      | 2,20   |      |
| 16                 | Geoff Parsons       | Royaume-Uni          | O    | -    | XXX  |      |      |      |      |      | 2,15   |      |

## Légende
Records et Performances
- AR : Record continental (area record)
- CR : Record des championnats (championship record)
- MR : Record du meeting (meet record)
- NR : Record national (national record)
- OR : Record olympique (olympic record)
- PR : Record paralympique (paralympic record)
- PB : Record personnel (personal best)
- SB : Meilleure performance personnelle de la saison (season's best)
- WL : Meilleure performance mondiale de l'année (world leader)
- WJR : Record du monde junior (world junior record)
- WR : Record du monde (world record)

Circonstances et Conditions
- DNF : N'a pas terminé (did not finish)
- DNS : N'a pas pris le départ (did not start)
- DQ : Disqualification (disqualification)
- NM : Aucun essai valable enregistré (No Mark)
- Q : Qualifié « directement » au prochain tour (ou à la prochaine compétition), lors d'une compétition majeure, grâce au classement ou à la réalisation des minima (automatic qualifier)
- q : Qualifié au prochain tour (ou à la prochaine compétition), lors d'une compétition majeure, grâce au repêchage ou à la réalisation de l'une des meilleures performances parmi celles des « non qualifiés directement » (grâce au meilleur temps ou à la meilleure distance par exemple) (secondary qualifier)